# Dia de levar o cão ao trabalho
O Dia de levar seu cão ao trabalho surgiu no Reino Unido no ano de 1996 e prosseguiu em 24 de junho de 1999 nos Estados Unidos.
A ideia é da organização mundial Pet Sitters de celebrar a fraternidade que um cão pode dar ao seu dono bem como promover adoções de organizações e a criação de organizações de resgate.
Este evento internacional também está sendo promovido no Canadá, na Austrália, no Reino Unido e na Nova Zelândia.
Na sexta-feira de 20 de junho de 2014, foi realizada a décima sexta comemoração.
É importante considerar o tipo de cachorro antes de levá-lo para o nosso ambiente de trabalho. Devemos realizar uma avaliação do seu comportamento para garantir que não surgirão problemas durante esta celebração e, acima de tudo, que o cachorro não se sentirá estressado em nosso ambiente de trabalho. Além disso, é extremamente importante levar em consideração as necessidades psicológicas que nosso cão possui;  precisamos estar atentos disso e prestar atenção a isso.